# Community of Knowledge
Die Community of Knowledge ist eine unabhängige Internetplattform zum Thema Wissensmanagement. Die Community of Knowledge stellt einen breiten frei zugänglichen Pool aus deutsch- und englischsprachigen Wissensmanagement-Artikeln zur Verfügung, informiert über relevante Veranstaltungen und gibt das Open Journal of Knowledge Management heraus. Der Artikelpool von über 350 Artikeln, an dem 300 Autoren beteiligt sind, hat einen hohen Bekanntheitsgrad sowie eine starke Vernetzung in deutschsprachigen Wissensmanagement-Fachkreisen erreicht.

## Geschichte
Die Community of Knowledge wurde im Jahr 2000 durch die m2-Consulting GmbH gegründet. Diese belegte mit dem Projekt der Community of Knowledge 2002 den 2. Platz beim Wettbewerb „Wissensmanager des Jahres“ der Commerzbank in der Kategorie bis 50 Mitarbeiter.
Im April 2004 übernahm Steffen Doberstein die Redaktionsleitung und im Jahr 2005 auch die Inhaberschaft. Bis heute ist Steffen Doberstein Chefredakteur der Community of Knowledge.
Im April 2009 wurde die Plattform von der Pumacy Technologies AG übernommen, um die Community durch einen Relaunch, welcher im September 2009 erfolgte, zu reaktivieren.
Im Jahr 2011 übergab die Pumacy Technologies AG die Community of Knowledge an den derzeitigen Inhaber, die gemeinnützige Intakt Umweltstiftung.

## Zielstellung
- Bündelung und Präsentation praxisorientierten sowie qualifizierten Wissens zum Thema Wissensmanagement
- Die Community ermöglicht Experten und interessierten Anwendern den interaktiven Austausch von Wissen und Erfahrungen
- Relevante Fragestellungen werden diskutiert und pragmatische Lösungsansätze entwickelt
- Verbreitung des Themas Wissensmanagements an ein größeres Fachpublikum

## Zielgruppen
- Anwender, Forscher und Interessierte im Bereich Wissensmanagement
- Autoren, die ihre Arbeit und Forschungsergebnisse präsentieren wollen
- Dienstleistungsanbieter

Dazu hat die Community of Knowledge 2012 eine Umfrage durchgeführt und deren Ergebnisse veröffentlicht.

## Open Journal of Knowledge Management
Die Community of Knowledge gibt zweimal jährlich das Open Journal of Knowledge Management heraus, eine Open-Access-Zeitschrift zum Thema Wissensmanagement. Die erste Ausgabe in jedem Jahr orientiert sich an ein spezifisches Thema in dem breiten Feld von Wissensmanagement, in der zweiten Ausgabe werden die erfolgreichsten Beiträge der letzten 12 Monate vorgestellt.